# Riviera del Brenta (Wein)
Unter der Bezeichnung Riviera del Brenta werden in den norditalienischen Provinzen Venedig und Padua, an den Ufern des Flusses Brenta, Weiß-, Rot- und Schaumweine erzeugt, die seit dem 21. Juni 2004 den Status einer kontrollierten Herkunftsbezeichnung „Denominazione di origine controllata“ (kurz DOC) besitzen. Die letzte Aktualisierung wurde am 7. März 2014 veröffentlicht.

## Anbaugebiet
Der Anbau und die Vinifikation dürfen in folgenden Gemeinden durchgeführt werden:
- In der Provinz Venedig: Camponogara, Dolo, Fiesso d'Artico, Fossò, Mirano, Noale, Pianiga, Salzano, Santa Maria di Sala, Spinea, Stra, Vigonovo, und in Teilen der Gemeinden von Campagna Lupia, Campolongo Maggiore, Martellago, Mira, Scorze und Venedig
- In der Provinz Padua: Borgoricco, Cadoneghe, Campodarsego, Camposampiero, Curtarolo, Limena, Massanzago, San Giorgio delle Pertiche, Vigodarzere, Vigonza, Villanova di Camposampiero, und in Teilen der Gemeinden von Campo San Martino, Loreggia, Noventa Padovana, Padova, Piove di Sacco, Sant’Angelo di Piove di Sacco, San Giorgio in Bosco, Santa Giustina in Colle, Saonara, Trebaseleghe und Villa del Conte.

## Erzeugung
Folgende Weintypen werden innerhalb dieser Denominazion erzeugt:
Verschnittwein (Cuvée)
- Riviera del Brenta Bianco (auch als Frizzante): muss zu mindestens 50 % aus der Rebsorte Tocai Friulano bestehen. Höchstens 50 % andere weiße Rebsorten dürfen (einzeln oder gemeinsam) zugesetzt werden.
- Riviera del Brenta Rosso: (auch als Roséwein und Novello) muss zu mindestens 50 % aus der Rebsorte Merlot bestehen. Höchstens 50 % andere rote Rebsorten dürfen (einzeln oder gemeinsam) zugesetzt werden.
- Riviera del Brenta Spumante: muss zu mindestens 60 % aus der Rebsorte Chardonnay bestehen. Höchstens 40 % andere weiße Rebsorten dürfen (einzeln oder gemeinsam) zugesetzt werden.

Fast sortenreine Weine
- - Folgende Weine müssen zu mindestens 85 % die genannte Rebsorte enthalten. Höchstens 15 % andere analoge Rebsorten, die für den Anbau in den Provinzen Venedig und Padua zugelassen sind, dürfen zugesetzt werden.
- Riviera del Brenta Cabernet, auch als „Riserva“, (aus Cabernet Franc und/oder Cabernet Sauvignon und/oder Carmenère)
- Riviera del Brenta Carmenère
- Riviera del Brenta Merlot
- Riviera del Brenta Raboso (auch als „Riserva“): (aus Raboso Piave und/oder Raboso Veronese)
- Riviera del Brenta Refosco dal Peduncolo Rosso  oder einfach Riviera del Brenta Refosco (auch als „Riserva“)
- Riviera del Brenta Pinot bianco (auch als Spumante und Frizzante)
- Riviera del Brenta Pinot Grigio
- Riviera del Brenta Chardonnay (auch als Spumante und Frizzante)
- Riviera del Brenta Tai (aus Tocai Friulano)